# 霊園ガイド
霊園ガイド（れいえんがいど）は、株式会社六月書房が年3回発行する雑誌（業界誌）である。首都圏の主な霊園寺院墓地の情報を網羅し紹介している。1986年9月に創刊した老舗業界紙。
2020年からは、本誌をベースとした霊園検索用のWeb版「霊園ガイド」も開始されている。

## 概要
霊園・墓地・お墓・永代供養墓・墓石・石材店に関する総合メモリアル情報誌で、上半期号（2月）、夏号（6月）、下半期号（9月）の年3回発行される。最新号は2020年9月15日発行の霊園ガイド＜首都圏版　下半期号＞で103号に達している。霊園・墓地・お墓業界では有名な老舗雑誌。

## 誌面の特徴
たえず編集部員が実際に霊園を廻り新しい情報が提供されており、首都圏でこれからお墓をさがそうとしている人には有益な情報誌。
毎号、関連の学術専門家や各宗派の住職インタビューが掲載されている。
現在よく使われている主な石種60種類の特徴についてまとめた「石種図鑑」は毎号掲載されている。

## Web版の特徴
2020年から開始されたWeb版「霊園ガイド」はさまざまな検索機能を無料で提供し、多機能なお墓探しのツールとなっている。